# 混炼
混炼（mixing）是指为了提高橡胶制品的物理机械性能，改善加工成型工艺，降低生产成本，需要在生胶或塑料胶中加入各种配合剂，如填充剂、补强剂、促进剂、硫化剂、防老剂、防焦剂等，这些配合剂有固体、液体等材料，将所加入的各种配合剂分散均匀，确保胶料的性质一致。所以在炼胶机上使各种配合剂均匀地分散到生胶或塑炼胶中的工艺过程称为混炼，经混炼制成的胶料称为混料胶。
混炼就是通过机械作用使生胶或塑料胶与各种配合剂均匀混合的过程。混炼不良，胶料会出现各种各样的问题，比如焦烧、喷霜等，使压延、压出、涂胶、硫化等工序难以正常进行，并导致成品性能下降。
混炼过程包括四个阶段：混入、分散、混合、塑化。生胶或塑料胶在炼胶机中受到剪切和拉伸的作用产生流变和断裂、破碎，与配合剂充分接触，使其混入。这一过程称为润湿阶段或吃粉阶段。混入橡胶后的配合剂在机械力的作用下，进一步被破碎成微小尺寸的细粒，同时增加接触面面积并进一步提高混合均匀性。所以又称微观分散。各种配合剂在生胶或塑炼胶中均匀分布的过程。所谓混合，是指仅增加配合剂在胶料中的分布均匀性，而不改变其粒子的尺寸大小。所以，这一过程又称为宏观分散或简单混合。 橡胶分子在机械力-化学作用下继续断裂，使粘度下降，实现均匀混合。这些过程不是孤立进行的，而是同时发生交替进行的。